# Tentativo di annessione della Valle d'Aosta alla Francia

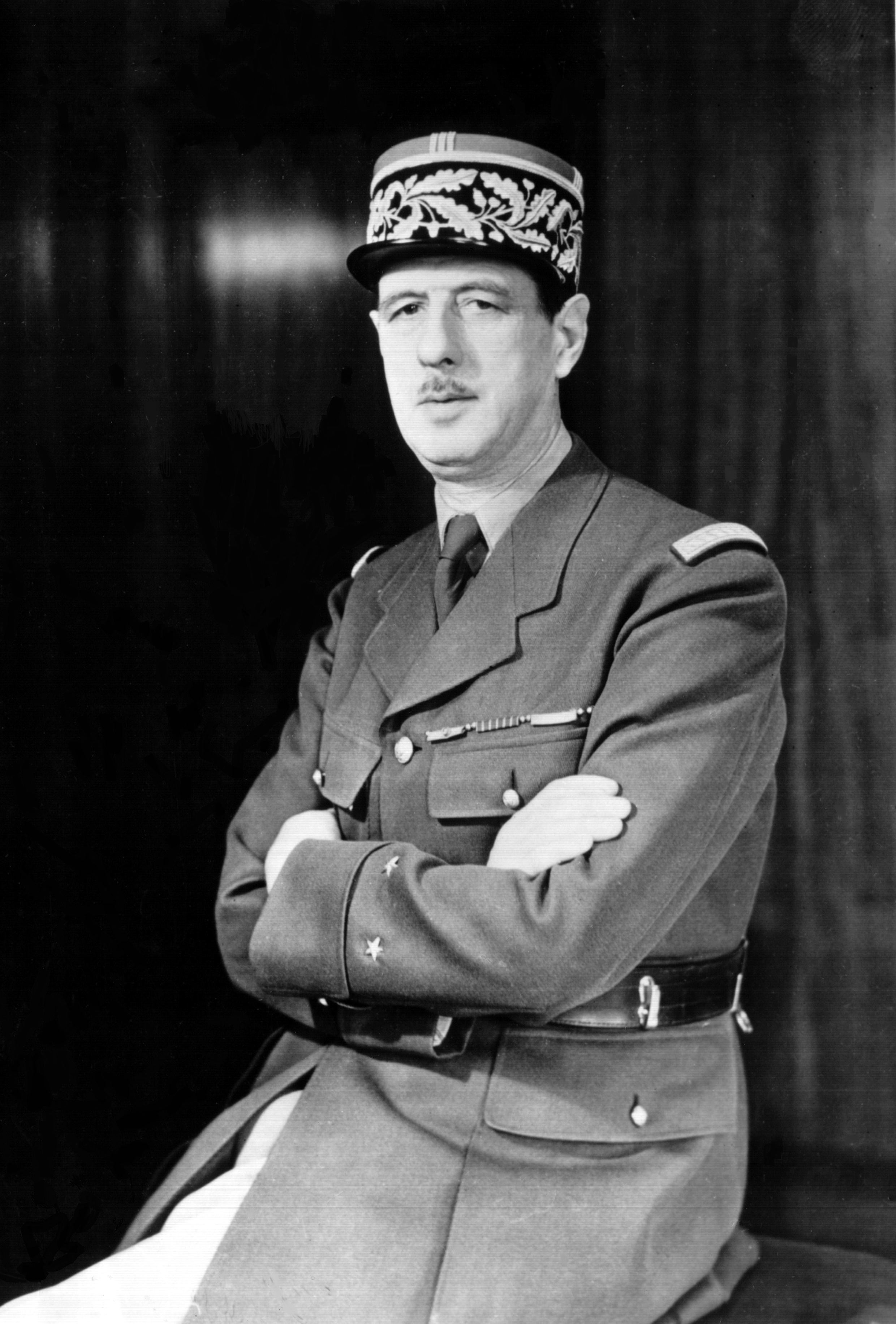
Charles de Gaulle

L'annessione della Valle d'Aosta alla Francia fu un progetto politico-militare francese, elaborato per la prima volta ad Algeri nell'ottobre 1943 dal generale Charles de Gaulle, capo del movimento Francia libera prima e presidente del Governo provvisorio della Repubblica francese dopo, per un'eventuale annessione della Valle d'Aosta (all'epoca la provincia di Aosta) italiana allo Stato francese al termine della seconda guerra mondiale, come clausola dei trattati di pace.
Nei piani di de Gaulle, quando la guerra fosse stata vicina alla fine con la vittoria definitiva Alleata, le truppe dell'esercito di liberazione francese sarebbero dovute entrare nella Valle, sconfiggere le ultime forze della Repubblica Sociale Italiana e occupare militarmente il territorio fino alla effettiva cessione della regione.
Questo doveva avvenire guadagnandosi l'appoggio della popolazione valdostana, che sarebbe stata avvicinata alle idee nazionaliste francesi grazie ad agenti segreti gollisti già dal 1943.
La Valle d'Aosta rimase italiana, così come le province liguri di Imperia e Savona con la città di Ventimiglia, occupata militarmente, grazie non solo alla resistenza della popolazione locale, ma anche alle azioni diplomatiche statunitensi del presidente Harry S. Truman che impedì una massiccia avanzata francese oltre confine.
Anche se il Trattato di Parigi del 1947 non comportava per l'Italia la perdita della Valle d'Aosta, prevedeva comunque la cessione alla Francia di alcuni territori italiani: parte del Colle del Piccolo San Bernardo nella stessa Valle d'Aosta, i territori piemontesi di Tenda e Briga in Val Roia, e in Val di Susa l'Altipiano del Moncenisio, la Valle Stretta, oltre Bardonecchia, e il Monte Chaberton con il forte che sovrasta gli abitati di Cesana Torinese e Claviere.

## Contesto storico
La Valle d'Aosta è da sempre terra di incontro tra la cultura francese e la cultura italiana. Il territorio era possedimento di Casa Savoia fin dal 1032 e come tale rimase per secoli, salvo brevi episodi di invasioni e/o occupazioni militari da parte della Francia. La Valle fu effettivamente parte integrante della Francia di Napoleone, come tuttti i domini terrestri dei Savoia, dal 1802 al 1814 come parte del dipartimento della Dora (che comprendeva anche un arrondissement di Aosta) e fece già da confine con la nazione d'Oltralpe dal 1793 al 1801 a causa della conquista e annessione della Savoia da parte francese, poi brevemente alla fine delle guerre napoleoniche nel 1814 e di nuovo dal 1860, quando la Savoia fu definitivamente ceduta alla Francia da parte del Regno di Sardegna per l'aiuto nella causa risorgimentale. Da allora, la situazione rimase immutata fino al 1940, durante la seconda guerra mondiale.

## La seconda guerra mondiale

### Il piano di de Gaulle
L'entrata in guerra del Regno d'Italia il 10 giugno 1940 al fianco della Germania nazista contro Francia e Regno Unito aveva colpito de Gaulle lasciandogli un profondo risentimento verso l'Italia. Nella primavera 1943 de Gaulle aveva lasciato Londra su un aereo militare dopo essere entrato in contrasto con il primo ministro britannico Winston Churchill e il suo governo e si era rifugiato ad Algeri nella colonia dell'Algeria francese, appena ribellatasi al governo filo-tedesco di Philippe Pétain. Fu qui che il generale iniziò a ipotizzare una serie di rivendicazioni territoriali alla fine della guerra quando l'Italia si fosse arresa.
A ottobre de Gaulle ipotizzò una cessione dell'intera provincia di Aosta alla Francia, facilitata dalla conoscenza della lingua francese da parte della sua popolazione. Egli presentò l'idea a Churchill, che la rifiutò. Il generale però proseguì con il progetto e inviò i suoi agenti a sondare quanto la popolazione valdostana tenesse alle sue idee e le approvasse e per diffonderle naturalmente.

### Le prospettive post-belliche della resistenza valdostana
Il 19 dicembre di quello stesso anno, gli esponenti della Resistenza valdostana Émile Chanoux Ernest Page, e delle valli valdesi Osvaldo Coïsson e Gustavo Malan, Giorgio Peyronel e Mario Alberto Rollier si riunirono in un convegno clandestino a Chivasso, dove stilarono la Carta di Chivasso nella quale auspicavano, nel «prossimo stato italiano» una struttura federalistica entro uno stato repubblicano su base regionale e cantonale.. Federico Chabod, assente, inviò un suo documento in cui sosteneva il bisogno per le valli bilingue di rimanere unite all'Italia del futuro.
Le tesi di Chivasso furono rielaborate da Émile Chanoux nel saggio Federalismo e autonomie, pubblicato clandestinamente l'anno seguente nei Quaderni dell'Italia libera.

### La situazione in Valle d'Aosta
Con la riconquista di tutto il territorio nazionale francese nel settembre 1944 a seguito delle operazioni Overlord e Dragoon attuate durante l'estate, le truppe alleate, e specialmente francesi, arrivarono in prossimità del confine con l'Italia, rafforzando le speranze di de Gaulle per un'annessione della Valle, dove intanto proseguivano le attività partigiane.
Nel dicembre 1944 fu annunciato l'arrivo a Roma di una delegazione francese per discutere di problematiche dei rapporti italo-francesi, fra cui la tutela della popolazione francofona della provincia di Aosta.

### L'avanzata in Italia

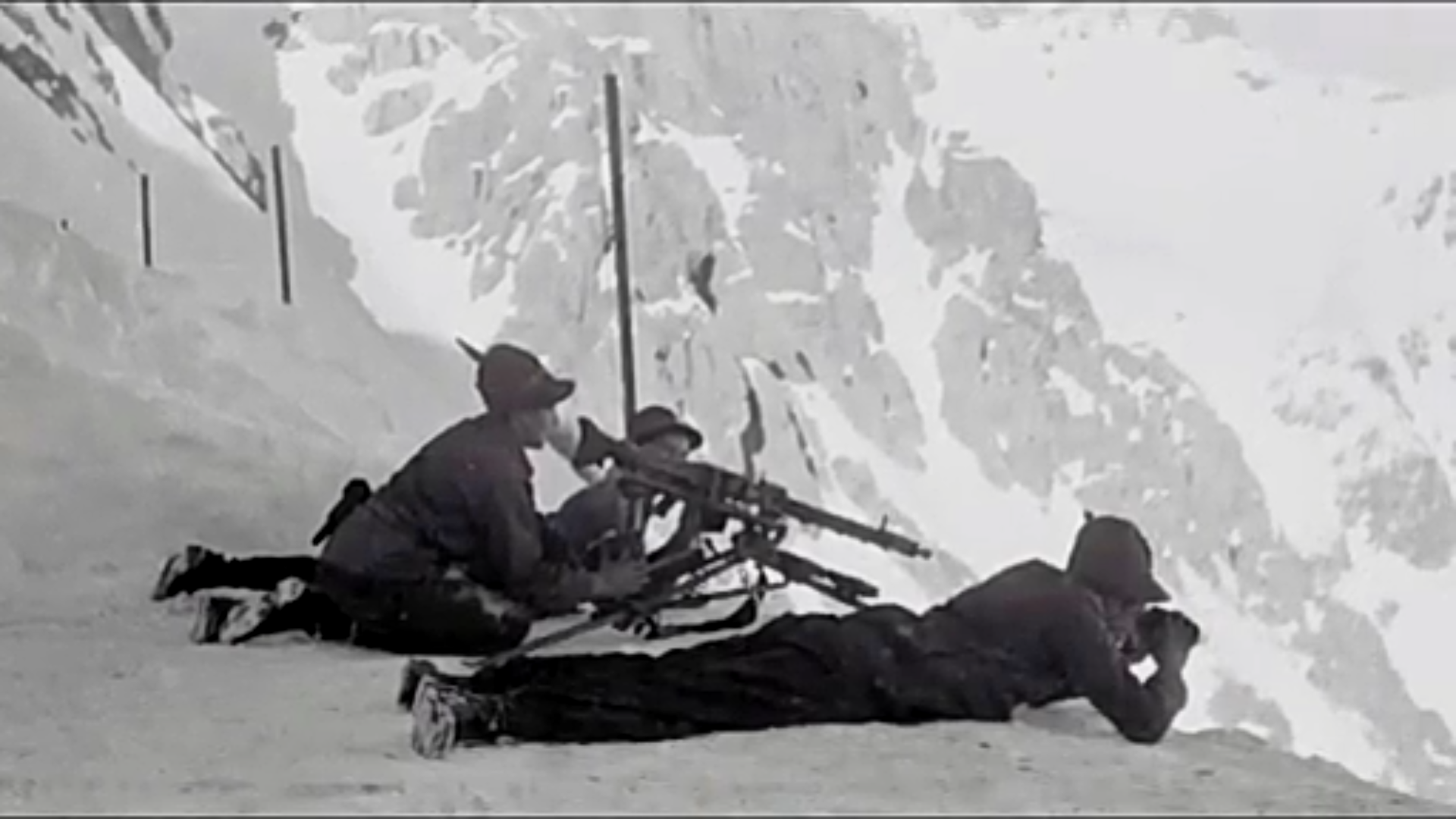
Alpini italiani in Valle d'Aosta nel 1945

Il progetto di de Gaulle prevedeva, approfittando dello sfascio di qualsiasi autorità nell'Italia del nord a fine guerra, di avanzare il più possibile con l'esercito, occupando più territorio possibile (Valle d'Aosta, valli piemontesi scendendo fino a Cuneo, Ivrea, forse addirittura Torino, Ponente ligure da Ventimiglia fino a Imperia), guadagnando il favore delle popolazioni locali, in prevedibile stato di sbando materiale e morale, in modo da presentarsi al tavolo della pace su posizioni di forza che avrebbero favorito le annessioni, avendo ben capito che, al di là di tutte le dichiarazioni di principio, le frontiere postbelliche della nuova Europa altro non sarebbero state che la legalizzazione dei limiti raggiunti dai vari eserciti nelle loro avanzate.
De Gaulle, approfittando dell'invito ai francesi a occuparsi dell'appoggio logistico alle formazioni partigiane italiane asserragliate nelle vallate alpine per liberare del compito l'aeronautica alleata, ammassò truppe al confine in quantità sproporzionata rispetto al compito di supporto logistico dei partigiani italiani, tanto da creare allarme presso il governo Bonomi.
Il maresciallo Harold Alexander, capo delle truppe alleate in Italia, appurò che col pretesto della consegna di materiale statunitense ai partigiani italiani i francesi stavano organizzando una forza militare di tutto rispetto, e ordinò esplicitamente loro di non oltrepassare i confini italiani. De Gaulle finse di obbedire, dichiarando che il distaccamento era stato creato per tenersi pronti a collaborare da ovest, se richiesto, alla spallata finale alleata in Nord Italia, ottenendo l'autorizzazione ufficiosa a operazioni di pattugliamento in territorio italiano.
Il 7 aprile 1945, durante le fasi finali della seconda battaglia delle Alpi, le truppe francesi furono autorizzate a sconfinare in territorio valdostano entro un massimo di 20 chilometri, ma il generale Paul-André Doyen, comandante dell'Armée des Alpes, avanzò, lentamente ma inesorabilmente, oltre i venti chilometri pattuiti, con avanguardie che giunsero fino ad Ivrea, a Cuneo, addirittura a Savona. In Valle d'Aosta l'avanzata francese fu più lenta del previsto solamente per il prolungarsi oltre il consueto dell'inverno, che rese i passi alpini difficilmente transitabili fino ad aprile inoltrato.

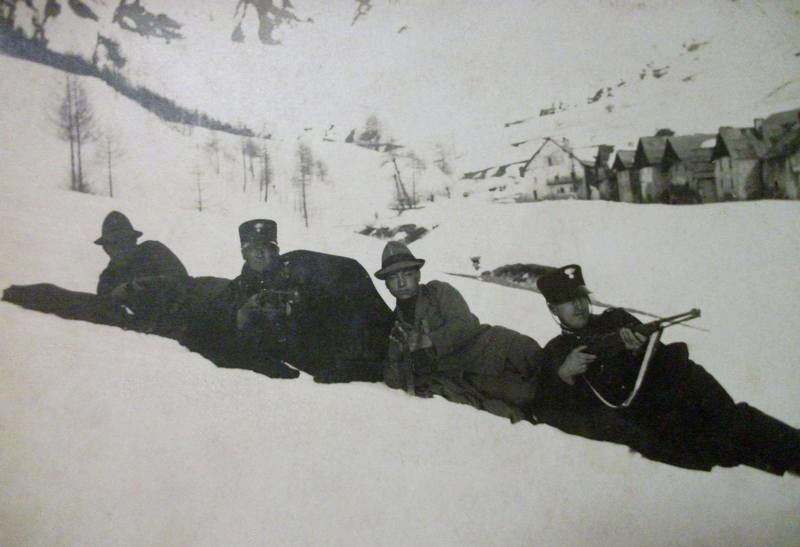
Alpini nei pressi di La Thuile nel 1945

Il 26 aprile iniziò l'invasione: le truppe francesi alla guida del generale Doyen oltrepassarono il Colle del Piccolo San Bernardo e il 27 aprile conquistarono la Val di Rhêmes, dirigendosi rapidamente verso l'interno del territorio grazie anche alla ritirata delle truppe tedesche. Furono però fermate a La Thuile dagli alpini della Fiamme Verdi del CLNAI e dal fuoco degli obici della 12ª Batteria del Gruppo «Mantova» del 1º Reggimento artiglieria della 4ª Divisione alpina «Monterosa», alpini della Repubblica Sociale, in un'insolita alleanza tra partigiani italiani e soldati della RSI: queste eterogenee unità bloccarono l'avanzata francese dal 26 aprile fino all'8 maggio, quando arrivarono gli statunitensi. 

Questi ultimi, nel prendere in consegna le posizioni italiane, schierarono all'altezza di Pré-Saint-Didier una colonna di autoblindo pronte a far fuoco contro le unità francesi intenzionate ad aprirsi il passaggio verso Aosta, consentendo solo a un contingente simbolico di francesi di inoltrarsi nella valle per raggiungerne il capoluogo. Ad Aosta si era intanto già insediato, sotto tutela americana, il nuovo prefetto partigiano nominato dal CLNAI, Alessandro Passerin d'Entrèves: questi preparò le difese cittadine richiamando sia i partigiani sia i soldati della Repubblica Sociale, per proteggere la città da un eventuale arrivo del nemico. Alle operazioni contro i francesi presero parte anche gli alpini dei battaglioni «Varese» e «Bergamo» del Reggimento alpini della 2ª Divisione granatieri «Littorio» del disciolto Esercito Nazionale Repubblicano.
Tra fine maggio e inizio giugno, Doyen rifiutò di far passare sotto l'amministrazione militare alleata le aree di confine da lui controllate, affermando di volersi opporre con ogni mezzo e sostenendo di essere pienamente appoggiato da de Gaulle.
Quando il maresciallo Alexander ordinò ai francesi di ritirarsi, ricevette un rifiuto. Il presidente americano Harry S. Truman intervenne personalmente inviando un messaggio a de Gaulle, che rispose che avrebbe inviato il generale francese Juin dal maresciallo Alexander a Caserta, dove l'11 giugno fu firmato un accordo che prevedeva il ritiro delle truppe francesi dal territorio italiano entro il 10 luglio. Le forze francesi infine si ritirarono dopo gli accordi diplomatici raggiunti tra le parti, furono tenuti solamente la posizione di Tenda e ad Aosta degli Officiers de Liaison che proseguirono a cercare di sviluppare una propaganda filo-francese, in linea con quanto era stato fatto anche in precedenza, cercando di reclutare italiani a supporto di manifestazioni e dimostrazioni favorevoli all'annessione alla Francia.

## Conseguenze
Il 7 settembre, a guerra finita, il luogotenente d'Italia Umberto di Savoia firmò il decreto che istituiva la Circoscrizione autonoma della Valle d'Aosta, ovvero il riconoscimento dello statuto speciale alla Valle all'interno dello stato italiano, entrato poi in vigore nel gennaio dell'anno seguente; si trattò della conferma dell'italianità della Regione e questo fece svanire le possibilità di attuare un plebiscito, come prospettato da Giuseppe Saragat, al tempo ambasciatore italiano a Parigi, il 19 maggio 1945 in una comunicazione inviata ad Alcide De Gasperi: «plebiscito realizzato sulla scia di un esercito di occupazione. Alla formula brutale ma franca di Tito la Francia sostituisce quella plebiscitaria».
Oltre al trattato di pace, a pesare sulla sua questione a favore della permanenza nell'Italia ci fu anche il discorso di De Gasperi in cui il politico sottolineò la non esigenza di una pace pesante contro gli sconfitti e soprattutto il nuovo assetto politico della Nazione, ora diventata repubblicana, democratica e antifascista.
La Valle d'Aosta rimase quindi italiana con forme regionali di autonomia all'interno dello Stato e il riconoscimento delle minoranze linguistiche, tra cui il francese.